# Dianthus hyssopifolius
Dianthus hyssopifolius es una planta herbácea de la familia de las cariofiláceas.

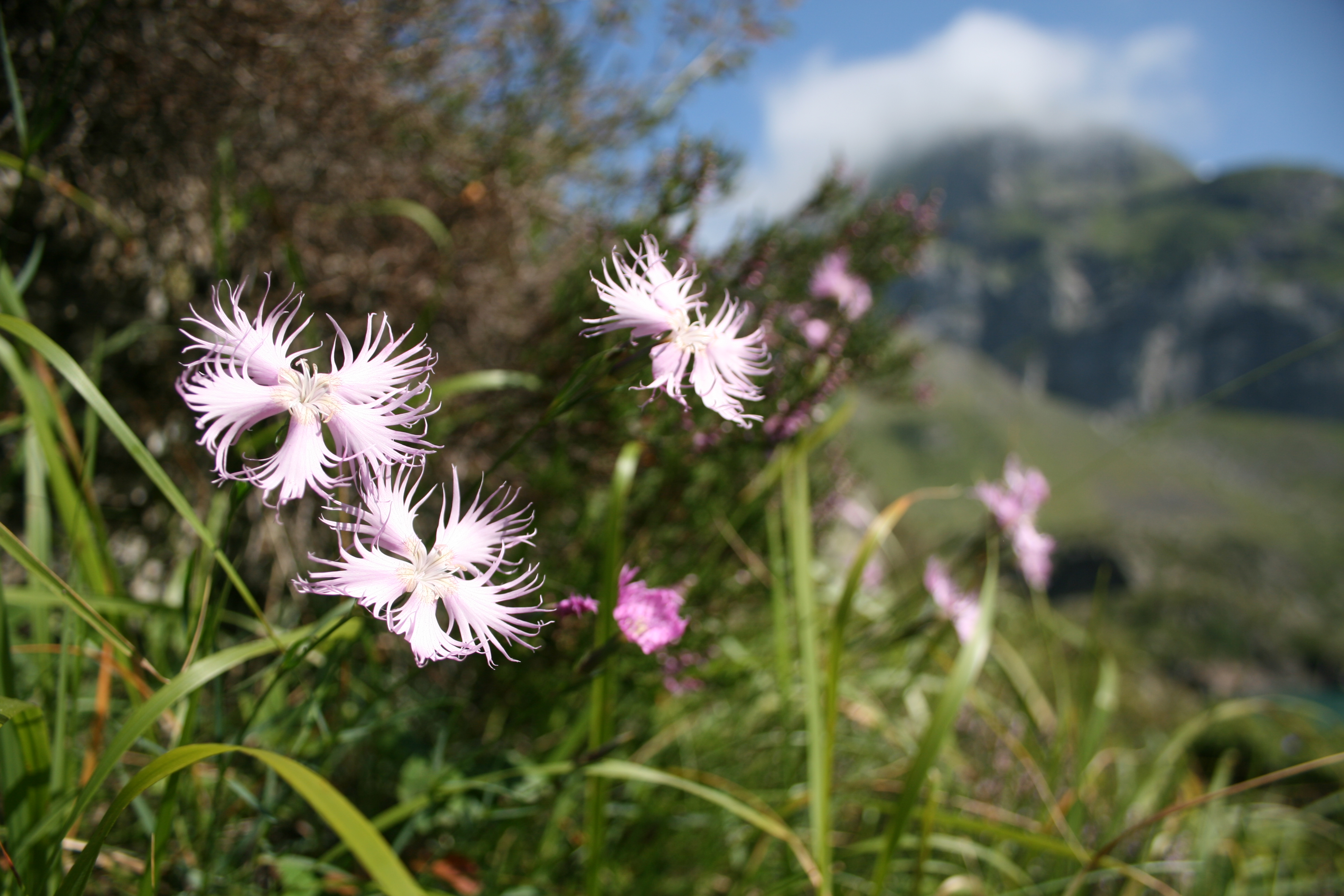
Vista de la planta en flor

## Caracteres
Planta vivaz. Hojas largas, delgadas, blandas. Flores solitarias, de 20-30 mm, pétalos de color rosado o blanco con lacinias (como flecos) muy profundas. Es fácilmente reconocible por el aspecto de sus pétalos con sus flecos característicos. Desprende un agradable fragancia.

## Hábitat
Pastos, matorrales de boj, pinares aclarados y en altitudes elevadas, rellanos rocosos. Indiferente al sustrato.

## Distribución
Zona alpina de Suiza, Italia, antigua Yugoslavia, Albania, Francia, Andorra, Portugal y España. En España común en el Pirineo y Cordillera Cantábrica.

## Taxonomía
Dianthus hyssopifolius fue descrita por  Carlos Linneo   y publicado en Centuria I. Plantarum ... 11. 1755.
Citología
Número de cromosomas de Dianthus hyssopifolius (Fam. Caryophyllaceae) y táxones infraespecíficos: 2n=60, 90
Etimología
Dianthus: nombre genérico que procede de las palabras griegas Diós («de Zeus») y anthos («flor»), y ya fue citado por el botánico griego Teofrasto.
hyssopifolius: epíteto latíno que significa "como las hojas de Hyssopus".
Sinonimia
- Dianthus acuminatus Tausch
- Dianthus alpestris Sternb.
- Dianthus ambiguus Salisb.
- Dianthus condensatus Kil.
- Dianthus controversus Gaudin
- Dianthus eynensis Sennen
- Dianthus monspeliacus L.
- Dianthus monspessulanus L.
- Dianthus monspessulanus var. jacetanus P.Monts.
- Dianthus odoratissimus Vest ex Rchb.
- Dianthus oreades Balb. ex Nyman
- Dianthus plumosus DC. ex Spreng.
- Dianthus saxatilis Pers.
- Dianthus sprengelii G.Don
- Tunica arenaria Scop.

subsp. gallicus (Pers.) M.Laínz & Muñoz Garm
- Dianthus gallicus Pers.
- Dianthus monspeliacus subsp. gallicus (Pers.) M.Laínz & Muñoz Garm[7]

## Nombres comunes
- Castellano: betónica silvestre, clavel coronado, clavel de montaña, clavel silvestre, clavelina, clavelina de Montpellier, clavelina de pluma, clavelines, clavelinos, clavelitos, clavellina, clavellina de pluma, clavellinas deshilachadas, plumaria.[8]